# 威爾德斯 (印地安納州)
威爾德斯（英語：Wilders）是位於美國印地安納州拉波特縣的一個非建制地區。該地的面積和人口皆未知。

## 歷史
威爾德斯或威爾德斯站位於兩個鐵路之間的交界處。當地郵局由1889年運作到1933年。